# Боєвичі
Боє́вичі (pol.Bojowice чи Bojewice)— село в Україні, у Яворівському районі Львівської області. Населення становить 194 особи. Орган місцевого самоврядування - Шегинівська сільська рада.

## Історія
В Географічному словнику Королівства Польського згадано, що у Боєвичах знаходився давній парафіяльний костел 1408р., який було знищено під час татарського набігу.
У 1880 р. власницьке село, належало роду Стадницьких, а саме графу Луідгарду Стадницькому (Luidgard Stadnicki). Мало населення 398 чол., з них 26 римо-католиків, 300-греко-католиків, 72 юдея.